# Bernardo Aliprandi
Bernardo Aliprandi (Milà, 1710 – Frankfurt del Main, 1792) fou un compositor i violoncel·lista italià.
Poc se sap sobre la joventut i la formació de Aliprandi. Les primeres notícies que sentim d'ell és el nomenament d'un músic de cambra l'octubre de 1731 de Múnic en la cort de Baviera, més tard 22 d'agost de 1737, es va convertir en un compositor de la música de cambra, en reemplaçament de Giovanni Battista Ferrandini i finalment Konzertmeister (concertino). Amb aquest últim càrrec va venir també l'augment del seu salari a 1.200 florins, contra els 1.000 de principis de 1731. El 1778 es va retirar a Frankfurt amb una pensió de 500 florins, on va morir uns anys més tard.
Al costat de la música instrumental, Aliprandi també va ser molt actiu en el camp de l'òpera, encara que les seves obres semblen molt conservadora i no en línia amb les obres d'altres compositors italians contemporanis seus. La seva família també es recorda en Bernat Maria Aliprandi, també violoncel·lista i compositor.